# اونو کاسکپیت
اونو کاسکپیت (استونیایی: Uno Kaskpeit؛ زادهٔ ۸ ژوئن ۱۹۵۷) سیاستمدار و نماینده مجلس اهل استونی است.